# Евпомп

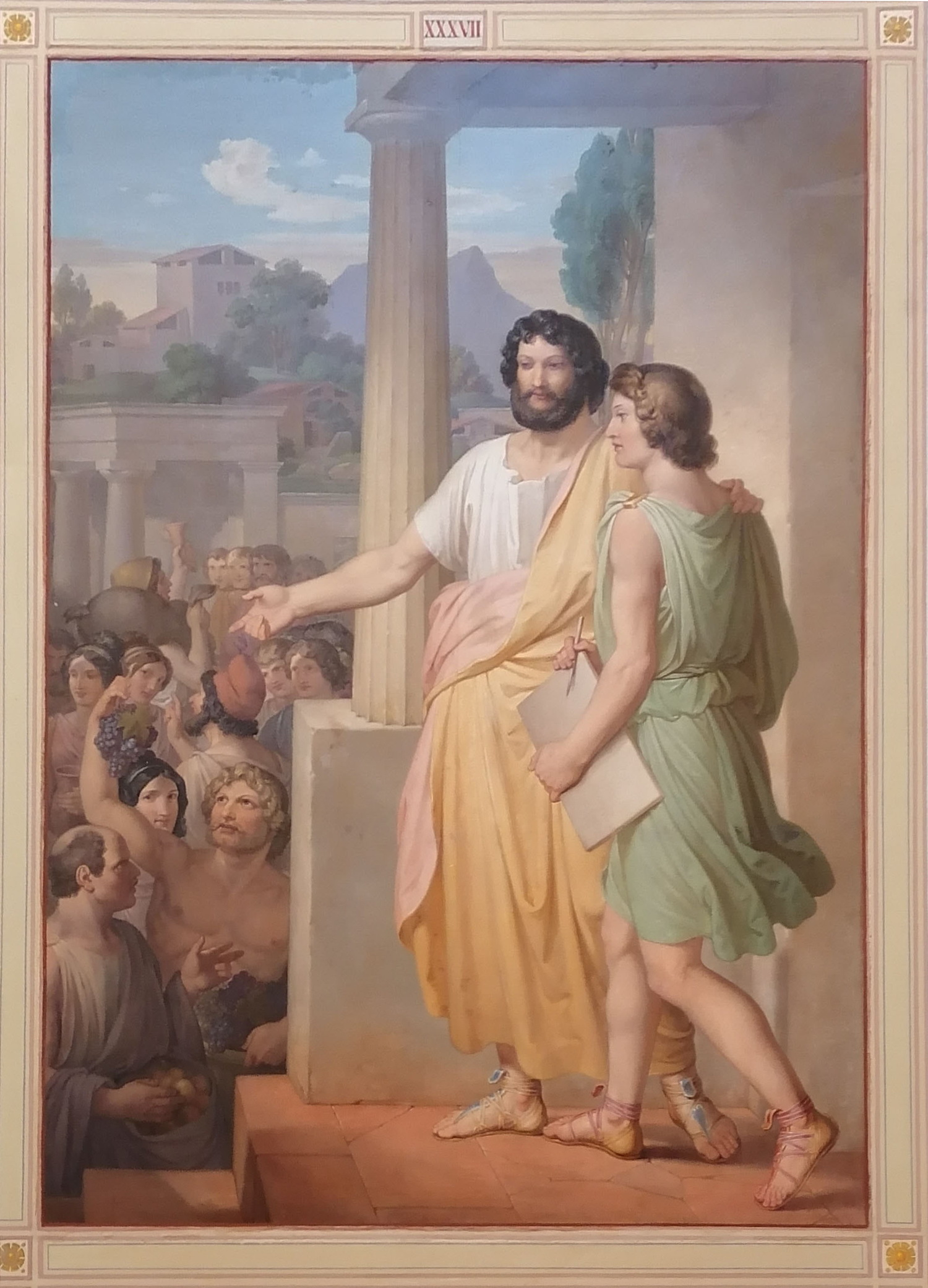
Основатель сикионской школы живописи Евпомп объясняет скульптору Лисиппу что в искусстве следует отталкиваться от природы.

Евпомп (др.-греч. Εὔπομπος; лат. Eupompus; IV век до н. э.) — древнегреческий художник-живописец.
Евпомп был родом из древнегреческий полиса Сикиона. Трудился приблизительно в 400—376 годы до н. э. Основатель сикионской живописной школы, которая, в противоположность ионической малоазийской школе, старалась ввести в искусство научные принципы и стремилась к величайшей точности рисунка. Учитель живописца Памфила.
Упоминается Плинием Старшим в Естественной истории (Nat. hist., XXXV, 64; 75)

## В современной литературе
Евпомпу посвящён рассказ английского писателя Олдоса Хаксли «англ. Eupompus Gave Splendour to Art by Numbers» (1920):
- в русском переводе Льва Паршина — «Евпомп прославил искусство числами»;
- в переводе Владимира Мисюченко — «Евпомп числами придал величие искусству живописи».